# Johann Rudolf Osiander
Johann Rudolf Osiander (* 22. Oktober 1717 in Lomersheim; † 17. Januar 1801 in Kirchheim unter Teck) war ein deutscher evangelischer Theologe.

## Leben
Der Sohn des Pfarrers Johann Osiander (1680–1721) und der Anne Marie, Tochter des Bitterfelder Pfarrers Johann Jacob Vollmar absolvierte an der Universität Tübingen ein Studium der Theologie. 1747 wurde er Pfarrer in Mauren, 1748 Pfarrer in Zell unter Aichelberg, 1761 Oberhelfer in Kirchheim. Er verstarb als resignierter Archidiakon in Kirchheim unter Teck.

## Familie
Osiander heiratete am 13. Januar 1750 in Aichelberg die Pfarrerstochter Rosine Barbara Zeyer (* 19. Januar 1718 in Esslingen; † 1787). Aus dieser Ehe sind folgende Kinder bekannt:
- Johanne Friedericke Osiander
- Christiane Regine Osiander
- Gottlieb Lucas Osiander
- Friedrich Benjamin Osiander

## Schriften
- Bussfertiger Sünder Trost. Erlangen 1762, 1769.
- Die Fragen des Würtembergischen Confirmationsbüchleins, aus Liedern beantwortet. Stuttgart 1769.